# سلما (ویرجینیا)
سلما (به انگلیسی: Selma) یک منطقهٔ مسکونی در ایالات متحده آمریکا است که در شهرستان الیگنی، ویرجینیا واقع شده‌است. سلما ۰٫۸ کیلومتر مربع مساحت و ۵۲۹ نفر جمعیت دارد و ۳۵۰ متر بالاتر از سطح دریا واقع شده‌است.